# Petrus (szczyt)
Petrus (bułg. Петрус) – szczyt masywu Witosza, w Bułgarii, o wysokości 1454 m n.p.m.